# Сенотов, Богдан Владимирович
Богдан Владимирович Сенотов (род. 4 апреля 2002, Сургут, Тюменская область) — российский хоккеист, нападающий.

## Биография
Воспитанник ханты-мансийской «Югры», начинал играть в команде МХЛ Мамонты Югры (2019/20 — 2021/22). Лучший бомбардир чемпионата МХЛ 2021/22. Провёл шесть матчей за «Югру» в ВХЛ. В сезоне 2022/23 играл в НМХЛ за МХК «Тамбов». Сезон 2023/24 начал в команде ВХЛ «Челны», затем перешёл в клуб чемпионата Казахстана «Торпедо» Усть-Каменогорск.